# Dead Poets Society
Dead Poets Society (Nederlands: Het Dodedichtersgenootschap) is een Amerikaanse film uit 1989 van regisseur Peter Weir. De film won een Oscar voor beste originele scenario voor de toen 38-jarige Tom Schulman.

## Verhaal
De film speelt zich af rond de middelbare school Welton in de staat Vermont in 1959. Op die kostschool worden jongens opgeleid om toegelaten te worden tot een universiteit uit de Ivy League onder het motto tradition, honor, discipline, excellence (Nederlands: traditie, eer, discipline, uitmuntendheid). De docent Engels is het vorige semester met pensioen gegaan en wordt opgevolgd door John Keating, gespeeld door Robin Williams.
Keating is zelf ook oud-leerling van Welton en daagt, in tegenstelling tot de rest van de docenten, zijn leerlingen uit om vrijdenkers te worden en zich niet de mening van hun docenten of ouders te laten opleggen. Centraal staat de Latijnse spreuk Carpe diem (Pluk de dag). Net als Keating in zijn tijd beginnen enkele jongens de Dead Poets Society, een club waarvoor ze gedichten lezen en schrijven, maar ook muziek maken en plezier hebben. Een gedicht dat in de film herhaaldelijk terugkomt is O Captain, my captain! van Walt Whitman. Dat 'Captain' verwijst ook naar de inmiddels bewonderde docent John Keating.
Neil Perry, een van de leerlingen in de club, droomt ervan om acteur te worden, maar dat mag niet van zijn strenge vader. Hij schrijft zich toch in voor een auditie van het toneelstuk A Midsummer Night's Dream en krijgt de hoofdrol. Hij probeert het voor zijn vader geheim te houden, maar die komt er via via achter en verbiedt Neil op de dag voor de opvoering te gaan spelen. Op aanraden van Keating besluit Neil toch voet bij stuk te houden en mee te spelen, om zo aan zijn vader te bewijzen dat acteren een serieuze droom van hem is. Onverwachts komt zijn vader kijken bij de opvoering, en na afloop neemt hij Neil mee naar huis. Daar vertelt hij Neil dat hij hem van Welton gehaald heeft om hem naar de militaire academie te sturen. Neil is daar helemaal kapot van en pleegt zelfmoord, omdat hij niet de moed heeft om tegen zijn vader in te gaan.
Vader Perry beschuldigt Keating ervan verantwoordelijk te zijn voor de zelfmoord. Naar aanleiding daarvan wordt een onderzoek ingesteld naar Keatings lesmethoden. De conservatieve directeur mr. Nolan (gespeeld door Norman Lloyd) besluit Keating te ontslaan. Als Keating voor de laatste keer binnenkomt om zijn spullen mee te nemen, gaan de meesten van de klas op hun lessenaar staan om hem én mr. Nolan te laten zien dat ze aan de kant van Keating staan.

## Rolverdeling
| Acteur              | Personage         |
| ------------------- | ----------------- |
| Robin Williams      | John Keating      |
| Robert Sean Leonard | Neil Perry        |
| Ethan Hawke         | Todd Anderson     |
| Josh Charles        | Knox Overstreet   |
| Gale Hansen         | Charlie Dalton    |
| Dylan Kussman       | Richard Cameron   |
| Allelon Ruggiero    | Steven Meeks      |
| James Waterston     | Gerard Pitts      |
| Norman Lloyd        | Gale Nolan        |
| Kurtwood Smith      | Thomas Perry      |
| Alexandra Powers    | Chris Noel        |
| Melora Walters      | Gloria            |
| Welker White        | Tina              |
| Leon Pownall        | George McAllister |
| George Martin       | Dr. Hager         |
| Carla Belver        | Mrs. Perry        |
| Jane Moore          | Mrs. Danburry     |
| Kevin Cooney        | Joe Danburry      |
| Colin Irving        | Chet Danburry     |
| Matt Carey          | Kurt Hopkins      |
| John Cunningham     | Mr. Anderson      |

## Productie
Het scenario van Tom Schulman was gebaseerd op zijn eigen ervaringen op school en trok de aandacht van zowel Silver Screen Partners als Touchstone Pictures. Eerst werd gedacht aan Jeff Kanew als regisseur en Liam Neeson als hoofdrolspeler. Ook acteurs Dustin Hoffman en Bill Murray passeerden de revue voor de hoofdrol.

### Muziek
De filmmuziek werd gecomponeerd door Maurice Jarre. De film bevat ook een gedeelte uit het vierde deel van de negende symfonie, gecomponeerd door Ludwig van Beethoven en uitgevoerd door het Chicago Symphony Orchestra onder leiding van Fritz Reiner.

## Prijzen
Dead Poets Society werd genomineerd voor vier Golden Globe Awards (voor Beste Regisseur, Beste Dramafilm, Beste Rol in de Dramafilm en Beste Filmscript), maar kon geen ervan verzilveren. De film won wel de Oscar voor beste originele scenario. Hij werd in totaal vier keer voor een Oscar genomineerd. De andere nominaties waren voor Beste Acteur, Beste Regisseur en Beste Film. De film won nog verschillende andere internationale prijzen voor Beste Film en Beste Script, zoals de César voor beste buitenlandse film en de Joseph Plateauprijs.